# Ballon d'or 1975
Navigation
Édition précédente Édition suivante
Le Ballon d'or 1975 récompensant le meilleur footballeur européen évoluant en Europe a été attribué le 30 décembre 1975 au soviétique Oleg Blokhine.
Il s'agit de la 20e édition de ce trophée mis en place par le magazine français France Football qui publia le vote dans le numéro 1551.
Vingt-six journalistes ont pris part au vote (Allemagne de l'Ouest, Allemagne de l'Est, Angleterre, Autriche, Belgique, Bulgarie, Danemark, Espagne, France, Finlande, Grèce, Hongrie, Irlande, Italie, Luxembourg, Norvège, Pays-Bas, Pologne, Portugal, Roumanie, Suède, Suisse, Tchécoslovaquie, Turquie, Union soviétique et Yougoslavie).
Le titre est remporté par le Soviétique Oleg Blokhine, succédant au néerlandais Johan Cruijff.
Il devient le second joueur soviétique de l'histoire (et le premier ukrainien) à remporter le trophée après Lev Yachine.

## Classement complet
| Rang | Nom                | Club                              | Nationalité          | Points |
| 1    | Oleg Blokhine      | Dynamo Kiev                       | Union soviétique     | 122    |
| 2    | Franz Beckenbauer  | Bayern Munich                     | Allemagne de l'Ouest | 42     |
| 3    | Johan Cruijff      | FC Barcelone                      | Pays-Bas             | 27     |
| 4    | Berti Vogts        | Borussia Mönchengladbach          | Allemagne de l'Ouest | 25     |
| 5    | Sepp Maier         | Bayern Munich                     | Allemagne de l'Ouest | 20     |
| 6    | Ruud Geels         | Ajax                              | Pays-Bas             | 18     |
| 7    | Jupp Heynckes      | Borussia Mönchengladbach          | Allemagne de l'Ouest | 17     |
| 8    | Paul Breitner      | Real Madrid                       | Allemagne de l'Ouest | 14     |
| 9    | Colin Todd         | Derby County                      | Angleterre           | 12     |
| 10   | Dudu Georgescu     | Dinamo Bucarest                   | Roumanie             | 11     |
| 11   | Pirri              | Real Madrid                       | Espagne              | 9      |
| 11   | Peter Lorimer      | Leeds                             | Écosse               | 9      |
| 11   | Branko Oblak       | Hajduk Split / Schalke 04         | Yougoslavie          | 9      |
| 14   | Dino Zoff          | Juventus                          | Italie               | 6      |
| 14   | Ralf Edström       | PSV Eindhoven                     | Suède                | 6      |
| 14   | Günter Netzer      | Real Madrid                       | Allemagne de l'Ouest | 6      |
| 17   | Josip Katalinski   | Željezničar / OGC Nice            | Yougoslavie          | 4      |
| 17   | Gerd Müller        | Bayern Munich                     | Allemagne de l'Ouest | 4      |
| 17   | Grzegorz Lato      | Stal Mielec                       | Pologne              | 4      |
| 17   | Ivo Viktor         | Dukla Prague                      | Tchécoslovaquie      | 4      |
| 17   | Hristo Bonev       | Lokomotiv Plovdiv                 | Bulgarie             | 4      |
| 22   | Ján Pivarník       | Slovan Bratislava                 | Tchécoslovaquie      | 3      |
| 23   | Jürgen Croy        | Sachsenring Zwickau               | Allemagne de l'Est   | 2      |
| 23   | Jean-Marc Guillou  | Angers / OGC Nice                 | France               | 2      |
| 23   | Leonid Buryak      | Dynamo Kiev                       | Union soviétique     | 2      |
| 23   | Johan Neeskens     | FC Barcelone                      | Pays-Bas             | 2      |
| 27   | Don Givens         | Queens Park Rangers               | Irlande              | 1      |
| 27   | Pat Jennings       | Tottenham                         | Irlande du Nord      | 1      |
| 27   | Allan Simonsen     | Borussia Mönchengladbach          | Danemark             | 1      |
| 27   | Dragan Džajić      | Étoile rouge de Belgrade / Bastia | Yougoslavie          | 1      |
| 27   | Giacinto Facchetti | Inter                             | Italie               | 1      |
| 27   | João Alves         | Boavista                          | Portugal             | 1      |